# Comuna de Napuka
Napuka és una comuna de la subdivisió Tuamotu-Gambier de la Polinèsia Francesa.
La comuna consta de dues comunes associades formades per dos atols: Napuka i Tepoto Nord. Geogràficament i històrica s'han anomenat illes de la Decepció. El cap de la comuna és a Napuka.
| Illes            | Capital      | Habitants (2007) | Superfície (km²) | Llacuna (km²) | Coordenades                                |
| ---------------- | ------------ | ---------------- | ---------------- | ------------- | ------------------------------------------ |
| Napuka ¹         | Tepukamaruia | 271              | 8                | 18            | 14° 12′ S, 141° 15′ O / 14.200°S,141.250°O |
| Tepoto Nord ¹    | Tehekega     | 44               | 4                | –             | 14° 8′ S, 141° 24′ O / 14.133°S,141.400°O  |
| Comuna de Napuka | Tepukamaruia | 315              | 12               | 18            |                                            |

¹ Comuna associada.